# Ярок (Новосибирская область)
Ярок — посёлок в Карасукском районе Новосибирской области. Входит в состав городского поселения город Карасук.

## География
Площадь посёлка — 15 гектаров.

## История
Основан в 1910 году. В 1928 г. состоял из 38 хозяйств, основное население — русские. В составе Шилово-Курьинского сельсовета Черно-Курьинского района Славгородского округа Сибирского края.

## Население
| 2002 | 2007 | 2010 | 2014 | 2015 | 2016 | 2017 |
| ---- | ---- | ---- | ---- | ---- | ---- | ---- |
| 35   | ↘19  | ↗66  | ↘64  | →64  | ↗65  | ↘63  |
| 2018 | 2019 | 2020 | 2021 |      |      |      |
| →63  | ↘55  | ↗58  | ↘32  |      |      |      |

### Известные люди
Здесь родился Косарев, Михаил Фёдорович (1931—2017) — советский и российский археолог, доктор исторических наук, профессор.

## Инфраструктура
В посёлке по данным на 2007 год отсутствует социальная инфраструктура.